# John Woodroffe
Sir John Woodroffe (* 15. Dezember 1865; † 1936 in Frankreich; auch bekannt unter seinem Pseudonym Arthur Avalon) war ein britischer Richter in Indien und Rechtsprofessor an der University of Calcutta.

## Leben
John Woodroffe ist der älteste Sohn von Sir James Tisdall Woodroffe, Advocate-General of Bengal, und dessen Frau Florence. Er studierte am University College in Oxford Rechtswissenschaften. 1890 nahm er in Kalkutta die Stelle als Advokat an. Man berief ihn als Professor an die University of Calcutta. 1902 wurde er Berater der indischen Verwaltung und zwei Jahre später Richter am Calcutta High Court. 1915 wurde er zum Präsidenten dieses Obergerichts ernannt. Nach seiner Rückkehr nach England lehrte er indisches Recht an der University of Oxford. Nach seiner endgültigen Pensionierung lebte er in Frankreich, wo er 1936 starb.

## Wirken
John Woodroffe war an hinduistischer Philosophie interessiert und studierte Sanskrit. Er vertiefte sich mit Hilfe eines indischen Lehrers in die Lehre des tantrischen Shaktismus und veröffentlichte unter dem Namen Arthur Avalon mehrere Schriften darüber. Sein bekanntestes Werk ist das 1918 veröffentlichte Buch The Serpent Power (Die Schlangenkraft), das sich mit Kundalini sowie der Chakrenlehre beschäftigt.

## Bücher von John Woodroffe
- Shakti and Shakta (1918)
- Principles of Tantra 2 Bände
- Kamakalavilasa
- Introduction to the Tantra Śãstra
- Mahanirvana Tantra (Tantra der großen Befreiung)
- Hymns to the Goddess and Hymn to Kali
- The World as Power
- The Garland of Letters
- Bharati Shakti: Essays and Addresses on Indian Culture
- India: Culture and Society
- Is India Civilized? Essays on Indian Culture